# Ajuntament de València
|  | Per a altres significats, vegeu «Palau consistorial de València». |

L'Ajuntament de València és la institució que s'encarrega de governar la ciutat i el municipi de València. Està presidit pel corresponent alcalde o alcaldessa de València, que és triat democràticament per sufragi universal. Actualment el càrrec l'exerceix d'alcalde-president del municipi María José Català. L'organisme està emplaçat a la casa consistorial.

## Política

### Ple de l'Ajuntament
El Ple de l'Ajuntament és l'òrgan de màxima representació política de la ciutadania al Govern Municipal. Assumeix de manera directa la representació de la col·lectivitat i en el seu nom es decideix sobre les qüestions més importants i transcendentes del Govern de la ciutat.
Els regidors de l'Ajuntament de València s'escullen per sufragi universal en eleccions celebrades cada quatre anys. El sistema D'Hondt és el mètode electoral que s'utilitza a Espanya, per repartir els regidors dels ajuntaments, de manera aproximadament proporcional als vots obtinguts per les candidatures.

### Govern municipal

#### Alcaldia
Des de la recuperació de la democràcia a Espanya, s'han celebrat al conjunt de l'Estat un total de nou eleccions municipals, i han governat la ciutat tres partits polítics, el PSOE, el PP i Compromís. Des de les primeres eleccions municipals després de la dictadura franquista, celebrades l'any 1979, fins a l'any 1991 va governar la ciutat el PSOE. Durant aquests anys es van succeir dos alcaldes, Fernando Martínez Castellà (1979) i Ricard Pérez Casado (1979-1988), i una alcaldessa, Clementina Ródenas Villena (1988-1991). Mentre que des de l'any 1991 fins a 2015, ha governat la ciutat el PP, sent alcaldessa Rita Barberá Nolla. A partir de les Eleccions de maig de 2015, Joan Ribó de Compromís ocupa l'alcaldia, amb el suport del PSPV i de València en Comú. Des de les Eleccions de maig de 2019, Joan Ribó de Compromís ocupa l'alcaldia només amb el suport del PSPV.
Acords d'investidura i/o coalicions de govern
| Mandat    | Partits implicats       | Regidors |
| 1979-1983 | PSOE-PCPV               | 19 / 33  |
| 1987-1991 | PSOE-IU/UPV             | 15 / 33  |
| 1995-1999 | PP-UV                   | 17 / 33  |
| 2015-2019 | Compromís-PSPV/PSOE-VeC | 17 / 33  |
| 2019-2023 | Compromís-PSPV/PSOE     | 17 / 33  |
| 2023-2027 | PP-Vox                  | 17 / 33  |

#### Junta de Govern

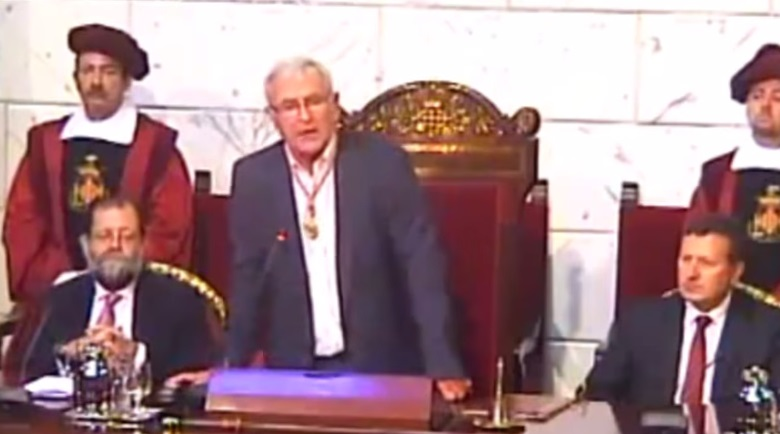
Joan Ribó en la seva presa de possessió com a alcalde de València.

L'alcalde de la ciutat, Joan Ribó, és també el president de la Junta de Govern Local, per la qual cosa és l'encarregat de nomenar als altres membres de la mateixa, el nombre de la qual no pot ser superior al terç del nombre legal de membres de la Corporació. Cal destacar que l'alcalde pot nomenar com a membres de la Junta de Govern Local també a persones que no siguin regidors.
| ← Segon Govern de Joan Ribó i Canut → (15 de juny de 2019-)                         |                                     |                                                     |                        |
| Partit polític                                                                      |                                     | Compromís per València                              | Compromís per València |
| Partit polític                                                                      | Partit Socialista del País Valencià |                                                     |                        |
| Càrrec                                                                              | Titular                             | Titular                                             | Titular                |
| Alcalde                                                                             |                                     | Joan Ribó i Canut 15 de juny de 2019 -              |                        |
| Primera Tinent d'Alcalde Desenvolupament, Renovació Urbana i Habitatge              |                                     | Sandra Gómez López 15 de juny de 2019 -             |                        |
| Segon Tinent d'Alcalde Ecologia Urbana, Emergència Climàtica i Transició Energètica |                                     | Sergi Campillo Fernández 15 de juny de 2019 -       |                        |
| Tercer Tinent d'Alcalde Educació, Cultura i Esports                                 |                                     | Carlos Galiana Llorens 15 de juny de 2019 -         |                        |
| Huitena Tinent d'Alcalde Participació, Drets i Innovació de la Democràcia           |                                     | Elisa Valía Cotanda 15 de juny de 2019 -            |                        |
| Cinquena Tinent d'Alcalde Benestar i Drets Socials                                  |                                     | Isabel Lozano Lázaro 15 de juny de 2019 -           |                        |
| Quarta Tinent d'Alcalde Desenvolupament Innovador dels Sectors Econòmics i Ocupació |                                     | Pilar Bernabé García 15 de juny de 2019 -           |                        |
| Setena Tinent d'Alcalde Gestió de Recursos                                          |                                     | María Luisa Notario Villanueva 15 de juny de 2019 - |                        |
| Sisé Tinent d'Alcalde Protecció Ciutadana                                           |                                     | Aarón Cano Montaner 15 de juny de 2019 -            |                        |
| Nové Tinent d'Alcalde Mobilitat Sostenible i Espai Públic                           |                                     | Giuseppe Grezzi 15 de juny de 2019 -                |                        |

## Ubicació

### Casa consistorial
La casa consistorial de València va ser construïda com una escola, i des de l'any 1860 és la seu de l'Ajuntament. Està situada a la plaça de l'Ajuntament del barri de Sant Francesc (districte Ciutat Vella).

### Juntes municipals
Les Juntes Municipals són òrgans de gestió desconcentrada la finalitat de la qual és aproximar la gestió municipal als veïns i incentivar la seva participació en els assumptes de competència municipal.
Cada junta compta amb un president i un vicepresident que són nomenats i cessats lliurement per l'alcalde entre els regidors. El President representa a l'alcalde en l'àmbit de la Junta Municipal i veges-la per la correcta aplicació del Reglament de govern i administració de l'Ajuntament de València en l'àmbit concret de la Junta Municipal de Districte. Correspon al Vicepresident l'assistència permanent al President en l'exercici de les seves competències, així com la seva substitució en els supòsits de vacant, absència o malaltia.
- Ciutat Vella
- Poblats del Nord
- Poblats de l'Oest
- Poblats del Sud
- Russafa
- Abastiments
- Patraix
- Trànsits
- Exposició
- Marítim